# Ingerana tenasserimensis
Ingerana tenasserimensis là một loài ếch thuộc họ Ranidae.
Loài này có ở Malaysia, Myanma, và Thái Lan.
Môi trường sống tự nhiên của chúng là rừng ẩm vùng đất thấp nhiệt đới hoặc cận nhiệt đới, sông ngòi, và các đồn điền.
Chúng hiện đang bị đe dọa vì mất môi trường sống.